# Звенигородський Семен Григорович
Князь Семен Григорович Звенигородський († після 1625 ) - намісник, воєвода, боярин і дипломат . Молодший із двох синів воєводи князя Григорія Васильовича Звенигородського.

## Біографія
Написаний у дворянах по Дорогобужу і його позначка "у Чернігові " (1577). Дворянин московський (1577). У 1581 перебував на воєводстві в Ладозі.
У 1585 році воєвода, за ногайськими вістями, у сторожовому полку в Михайлові. З Михайлова призначено одним із воєвод «на полі Черкас відшукати» через відписку голови Романа Вердеревського, «що його громили Черкаси».
В 1585 - подібний воєвода в Тулі, потім брав участь у зустрічі турецького посла під Азовом і "по ногайським вістям" брав участь у поході з Переяславля-Рязанського в Шацьк.
Навесні 1587 «для приходу кримського царя» призначений другим воєводою передового полку в Тулі. Через півтора місяці — другий воєвода сторожового полку в Дедилові, а першим воєводою був князь Михайло Федорович Кашин-Оболенський.
Восени 1587 року воєводами передового полку в Дедилові були призначені Іван Львович Салтиков і князь Семен Григорович Зенигородський, полку правої руки у Веневі — боярин князь Дмитро Іванович Хворостинін і князь Федір Андрійович Звенигородський, великий полк у Тулі. Князі Ф. та С. Звенигородські списки не взяли і били чолом цареві на М. Салтикова. Цар Федір Іоаннович підтримав їх і дав їм грамоту немісцеву на Салтикова.
У березні 1588 року князі Михайло Васильович Ноздроватий, Семен Григорович і Федір Андрійович Звенигородські вступили в місницьку суперечку з Михайлом Глібовичем Салтиковим. За царським указом місцеву справу розслідували боярин Тимофій Романович Трубецькой і дяк Сапун Аврамов. Михайла Салтикова було виправдано, а його чолобитники покарані.
Восени 1588 - другий воєвода передового полку на Тулі, потім перший воєвода в Мценську. У квітні 1589 року отримавши титул намісника брянського, очолив московське посольство до Грузії, до двору кахетинського царя Олександра. Його супроводжували грузинські посли, що перебували в Москві. З Астрахані з делегацією плив на судах до гирла р. Терека, звідки прибув на конях у Сунженський острог.
У жовтні 1589 прибув до Грузії, звідки влітку 1590 повернувся до Москви. Від імені царя Федора Іоановича російський посол обіцяв кахетинському цареві Олександру свободу для всієї Грузії, а також відновлення її напівзруйнованих храмів та міст.
Влітку 1591 служив другим воєводою в сторожовому полку в Тульському розряді (при першому воєводі Ждані Сабурові). Воєвода та намісник брянський, посланий у Колу для розмежування кордонів із норвезькими послами (серпень 1592). У грудні 1592 року воєводами до сторожового полку призначені князі Іван Петрович Ромодановський та Семен Григорович Звенигородський. Самого князя Семена не було на той час у Мишазі. «А в князь Семенове місце бив чолом государю великий його брат рідний, князь Іван: на государеву службу брат мій готовий, а бути йому менше за князя Івана Ромоданівського недоречно». Але цар не зрадив колишнього розпису.
У 1592 році князь Семен Григорович Звенигородський намісник брянський і Григорій Борисович Васильчиков, намісник болховський, виїхали на чолі московської делегації в Колу для переговорів з датськими послами. Вони довго жили в Колі, але так і не дочекалися данської делегації. З бесід з місцевими жителями вони дізналися «межі Норвегії з Новгородською Лоп'ю» і доручили жителям припинити суперечки і мирно торгувати до укладення договору між російським царем Федором Іоаннович і датським королем Крістіаном IV.
Навесні 1593 - другий воєвода сторожового полку в Тулі при першому воєводі Ждані Сабурові. Восени того ж року - пристав при Миколі Варкочі, після німецького імператора Рудольфа II.
Приїжджає до Коли для розмежування кордонів і не дочекавшись послів їде до Москви (1595). Другий воєвода сторожового полку в Дедилові (1597-1598).
В 1598 підписав соборну постанову про обрання на царський престол Бориса Годунова. У 1600-1601 роках — воєвода в Копор'ї, у 1605 році — другий воєвода та «товариш» першого воєводи князя А. Телятевського у Чернігові, у 1606 році — другий воєвода в Астрахані.
В 1608 - боярин і дворецький Лжедмитрія II, керував у нього Приказом Великого Палацу.
В 1615 - воєвода в Касимові, в 1616 - 1618 роках - у Володимирі, в 1625 - в Курмиші. Брав участь у церемонії відпустки перського посла Руста-бека (1625). Воєвода у Курмиші (1627-1629). Запрошувався до столу Государя і приходив вітати його зі святом (1625-1627).

## Критика
Князь Семен Григорович дворянин московський (1577), що вказує на те, що він цього року був уже не юнаком, а людиною, яка заявила себе на державній службі і отже мала не менше 25 років від народження. Згаданий на службі (1629) він би мав не менше 77 років від народження і виявляв ще достатньо енергії для виконання службових обов'язків, що є крайнім винятком. Ці дані дають достатньо підстав вважати, що викладена біографія відноситься не до одного, а до двох осіб, другу, яку ми не знаємо. Імовірно, що у батька було два сини з ім'ям Семен і всі події, які починаються (з 1615) стосуються до другого сина. В історичних актах є повідомлення з Новгорода Бориса Ліхарьова, що після вбивства Лжедмитрія II (1610) побито багато прихильників самозванця, у тому числі і Семен Звенигородський (без по батькові). Якщо це повідомлення вірне, всі дані (з 1615) треба зарахувати до другого невідомого князя Семена Звенигородского.
Князь П. Долгоруков, місію князя Семена Григоровича в Іверію (Грузію) до царя Олександра, абсолютно неправильно приписує князю Семену Васильовичу Звенигородському, який на той час вже помер і помиляється в рокі посольства відносячи його (1591), тоді як Семен Григорович виїхав з Москви (квітень 1589) й у жовтні цього року приїхав до Олександру, а Москву повернувся (літо 1590).